# Bølling Sø
Bølling Sø är en återskapad sjö i Danmark. Den ligger norr om Engesvang, 11 km väster om Silkeborg på Jylland.
Bølling Sø ligger 67 meter över havet. Arean är 3,1 kvadratkilometer. 
Sjön torrlades på 1870-talet för att skapa jordbruksmark. Det lyckades inte, men området användes för torvbrytning. 2004 påbörjades ett arbete med att återskapa sjön och 2005 fanns återigen en sjö. Sjöns frånflöde är Skygge Å som rinner till Karup Å.
Den här artikeln är helt eller delvis baserad på material från danskspråkiga Wikipedia, tidigare version.